# Okręg wyborczy Leeds North East
Okręg wyborczy Leeds North-East powstał w 1918 r. i wysyła do brytyjskiej Izby Gmin jednego deputowanego. Okręg obejmuje północno-zachodnią część miasta Leeds.

## Deputowani do brytyjskiej Izby Gmin z okręgu Leeds North East
- 1918–1940: John Brichall, Partia Konserwatywna
- 1940–1945: John Craik-Henderson, Partia Konserwatywna
- 1945–1955: Alice Bacon, Partia Pracy
- 1955–1956: Osbert Peake, Partia Konserwatywna
- 1956–1987: Keith Joseph, Partia Konserwatywna
- 1987–1997: Timothy Kirkhope, Partia Konserwatywna
- 1997– : Fabian Hamilton, Partia Pracy